# Лайбертинген
Лайбертинген (нем. Leibertingen) — община в Германии, в земле Баден-Вюртемберг. 
Подчиняется административному округу Тюбинген. Входит в состав района Зигмаринген.  Население составляет 2231 человек (на 31 декабря 2010 года). Занимает площадь 47,20 км².

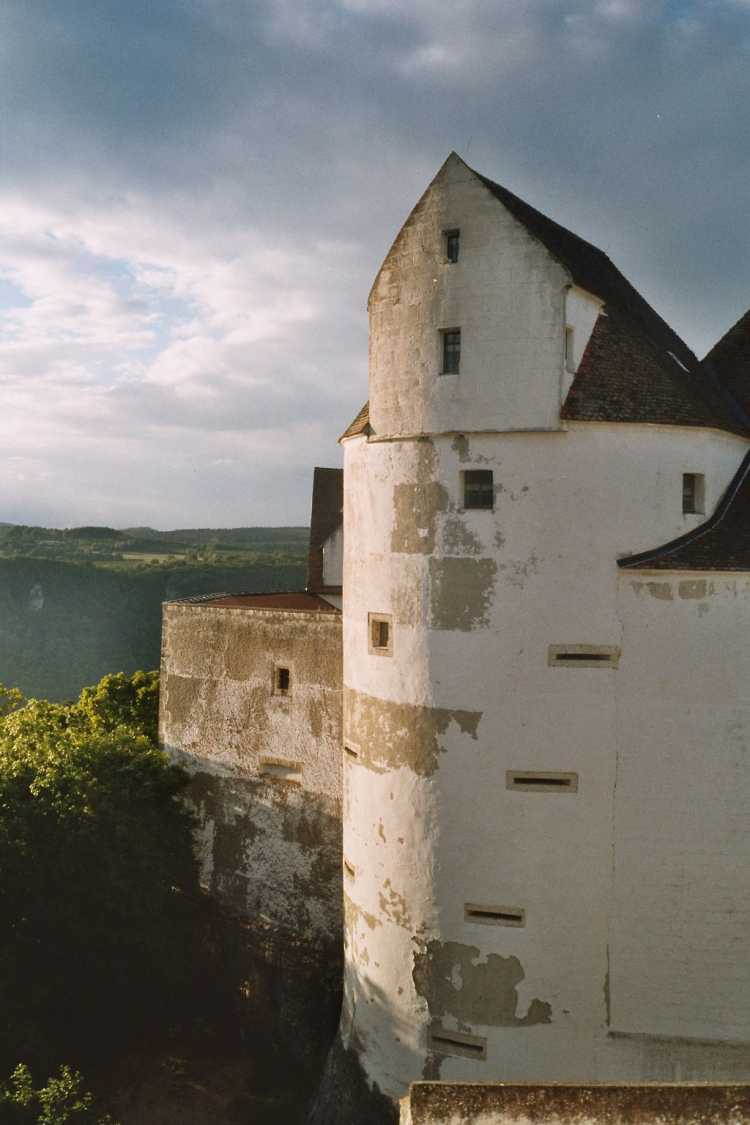
Лайбертинген